# Cầu Tân Thuận

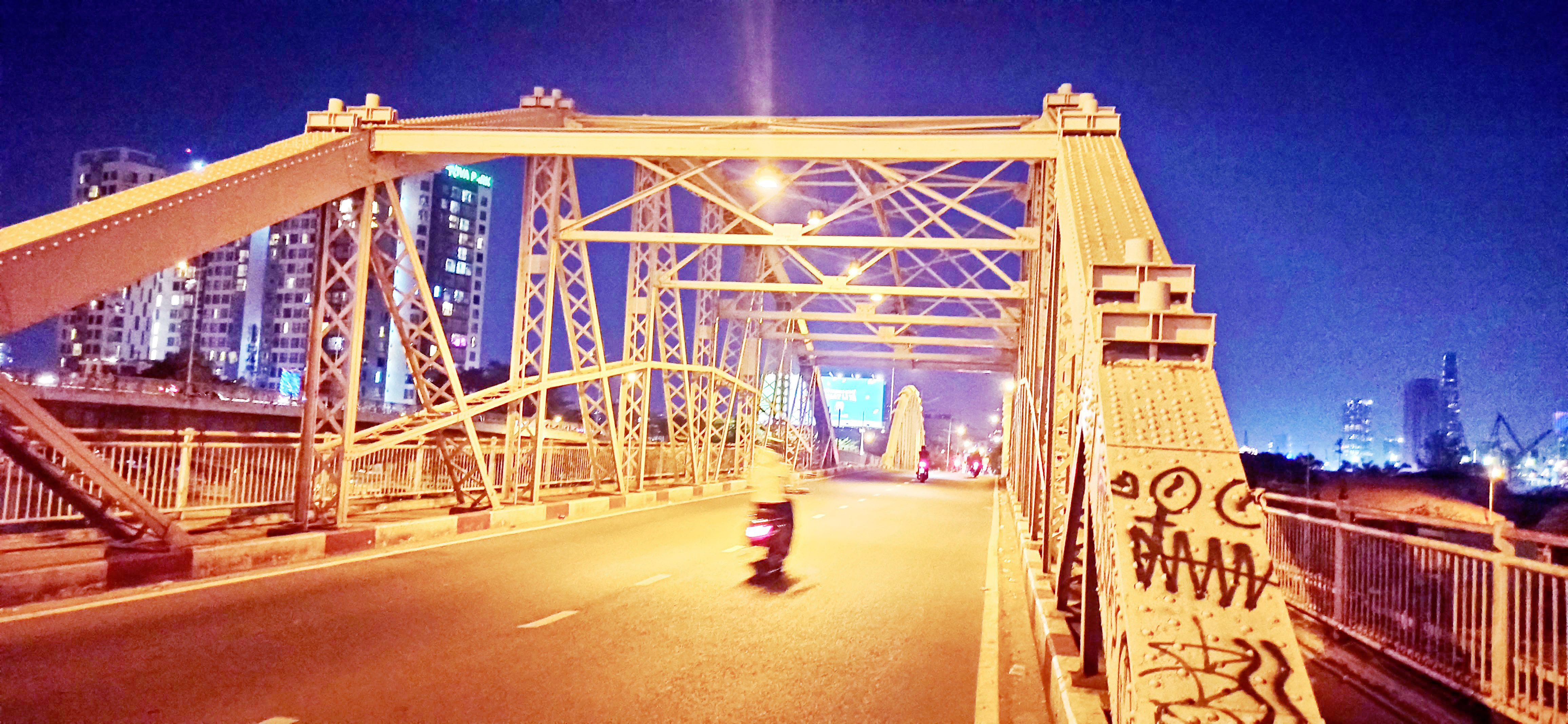
Cầu Tân Thuận 1 hướng về quận 4

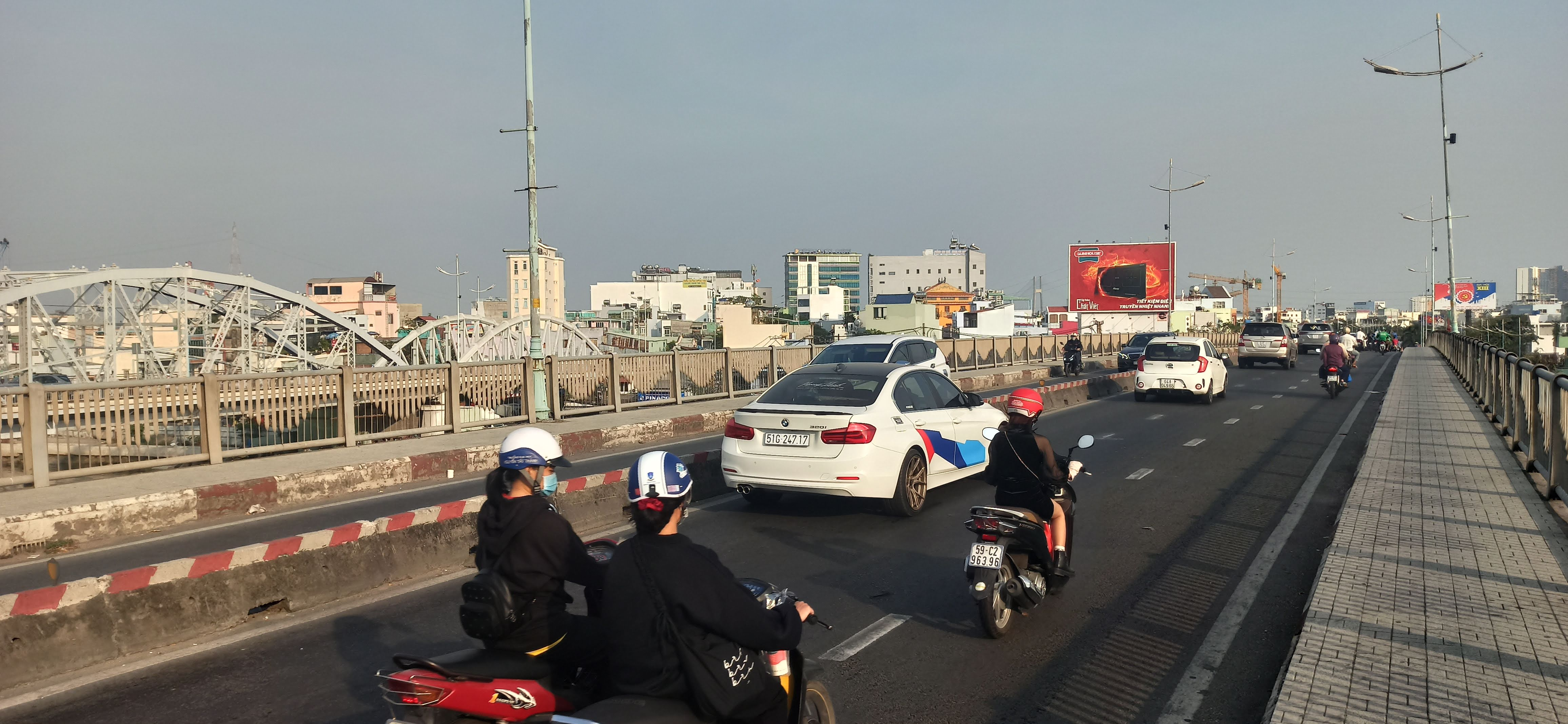
Cầu Tân Thuận 2 hướng về quận 7

Cầu Tân Thuận là tên của hai cây cầu bắt qua kênh Tẻ nối giữa Quận 7 và Quận 4 thuộc Thành phố Hồ Chí Minh. Hai cầu được đánh số gọi là cầu Tân Thuận 1 và cầu Tân Thuận 2. Cầu Tân Thuận 1 được Pháp xây dựng vào năm 1905. Còn cầu Tân Thuận 2 được Thành phố xây dựng vào năm 2005. Chúng là cầu nối giữa hai phường Tân Thuận, Quận 7 và phường Khánh Hội, Quận 4. 

## Lịch sử
Cầu Tân Thuận 1 được xây dựng từ thời Pháp thuộc năm 1905. Ban đầu, để cho tàu bè qua lại, cầu có thể mở ra và đóng lại ở chính giữa. Cầu chỉ có 2 làn xe. Pháp xây dựng để kết nối giao thông giữa cảng Tân Thuận, chợ Tân Thuận, cảng Bến Nghé, KCX Tân Thuận và bến cảng Nhà Rồng - Khánh Hội. Do cầu chưa cố định nên trọng tải cầu khá thấp.
Đến năm 1992, cầu được sửa chữa và cố định lại. Năm 2005, cầu có dấu hiệu xuống cấp nên Sở giao thông Công Chánh Hồ Chí Minh đã giao cho công ty Freyssinet International at Compagnie (Pháp) sửa chữa. Đồng thời, cầu Tân Thuận 2 cũng được xây dựng với qui mô 3 làn xe. Cầu Tân Thuận 2 đã góp phần không nhỏ trong việc sẻ lửa giao thông cùng cầu Tân Thuận 1. Sau đó, Thành phố đã phân luồng giao thông lại hai cầu thành đường một chiều. Cụ thể, từ đường Nguyễn Tất Thành đi sang đường Nguyễn Văn Linh, Huỳnh Tấn Phát thì đi cầu Tân Thuận 2. Còn từ đường Huỳnh Tấn Phát đi sang đường Nguyễn Tất Thành thì đi cầu Tân Thuận 1. Tàu bè lớn đi qua đường sông Sài Gòn khác, không đi ngang qua hai cầu Tân Thuận.

## Lộ trình di chuyển
Đến năm 2008, cầu được nâng tải trọng lên 30 tấn. Cầu dài 241 m, lòng cầu rộng 8 m. Hiện nay, để kéo dài tuổi thọ, cầu Tân Thuận 1 chỉ cho phép xe lưu thông từ quận 7 sang quận 4. Cầu Tân Thuận 2 là cây cầu được đưa vào sử dụng từ năm 2005. Cầu được xây dựng song song với cầu Tân Thuận 1, cho phép xe lưu thông từ quận 4 sang quận 7. Vì cầu Tân Thuận 1 đã sắp gần đất xa trời nên Thành phố đã phân luồng giao thông lại. Cầu Tân Thuận 1 chỉ cho phép xe cao 2 mét, di chuyển từ đường Huỳnh Tấn Phát sang đường Nguyễn Tất Thành. Cầu Tân Thuận 2 cho phép tất cả xe di chuyển từ đường Nguyễn Tất Thành sang đường Nguyễn Văn Linh. Và một làn phụ cho xe ô tô cao hơn 2 mét di chuyển từ đường Nguyễn Văn Linh sang đường Nguyễn Tất Thành thay thế cho cầu Tân Thuận 1.

## Địa điểm xung quanh
- Chùa Thiên Hậu, đường lên cầu Tân Thuận 1, phường Tân Thuận, Quận 7.
- Chợ Tân Thuận, Trần Xuân Soạn, phường Tân Thuận, Quận 7.
- Mắt kính Điện Biên Phủ, cầu TT1, phường Tân Thuận, Quận 7.
- Công viên cầu Tân Thuận, dạ cầu TT1&2, phường Tân Thuận, Quận 7.
- Bến Cảng Nhà Rồng - Khánh Hội - Sài Gòn, Nguyễn Tất Thành, phường Khánh Hội, Quận 4.
- Công viên Tôn Thất Thuyết, cầu Tân Thuận 2, Tôn Thất Thuyết, phường Khánh Họi, Quận 4.

## Hình ảnh

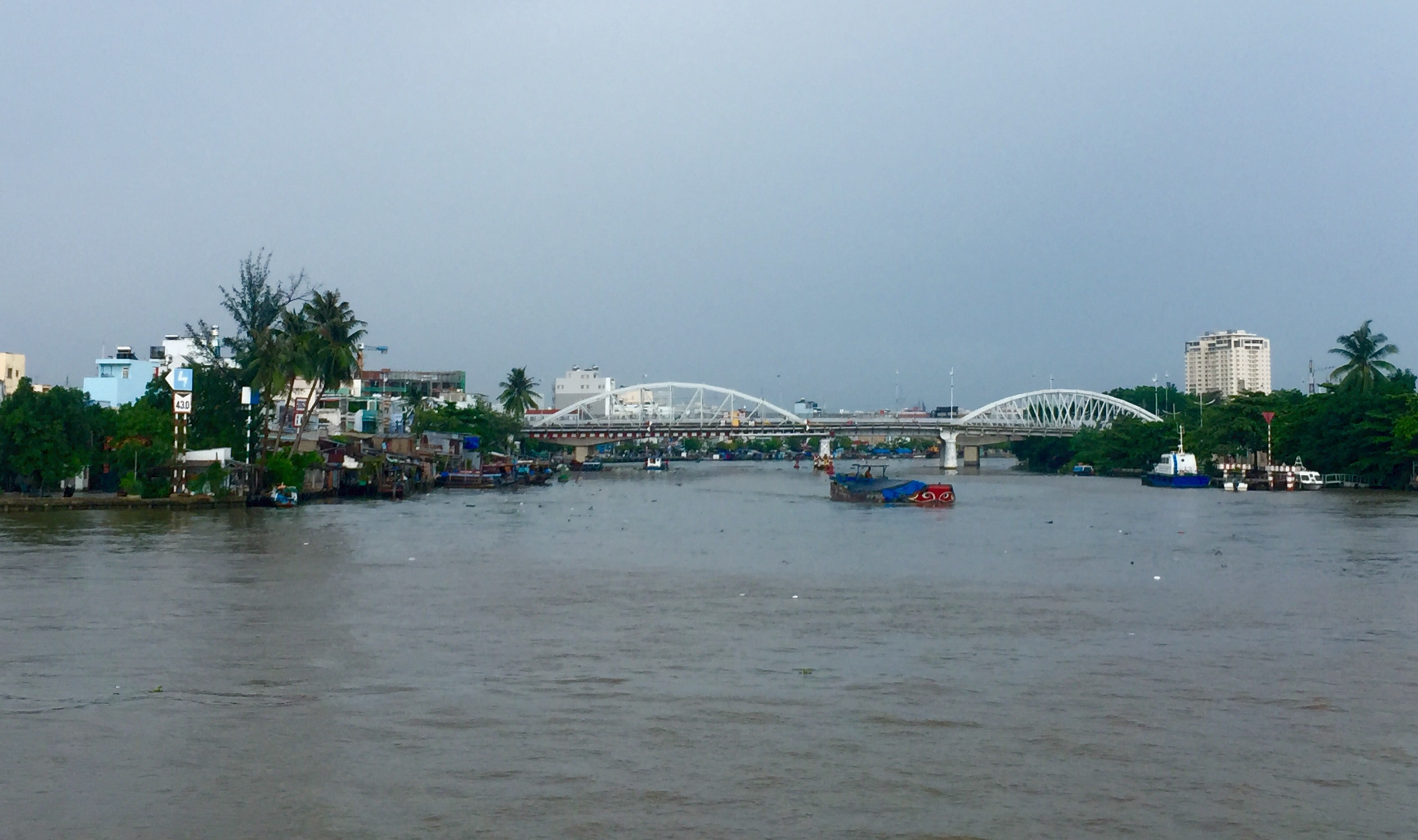
Cầu Tân Thuận 1 nhìn từ sông Sài Gòn
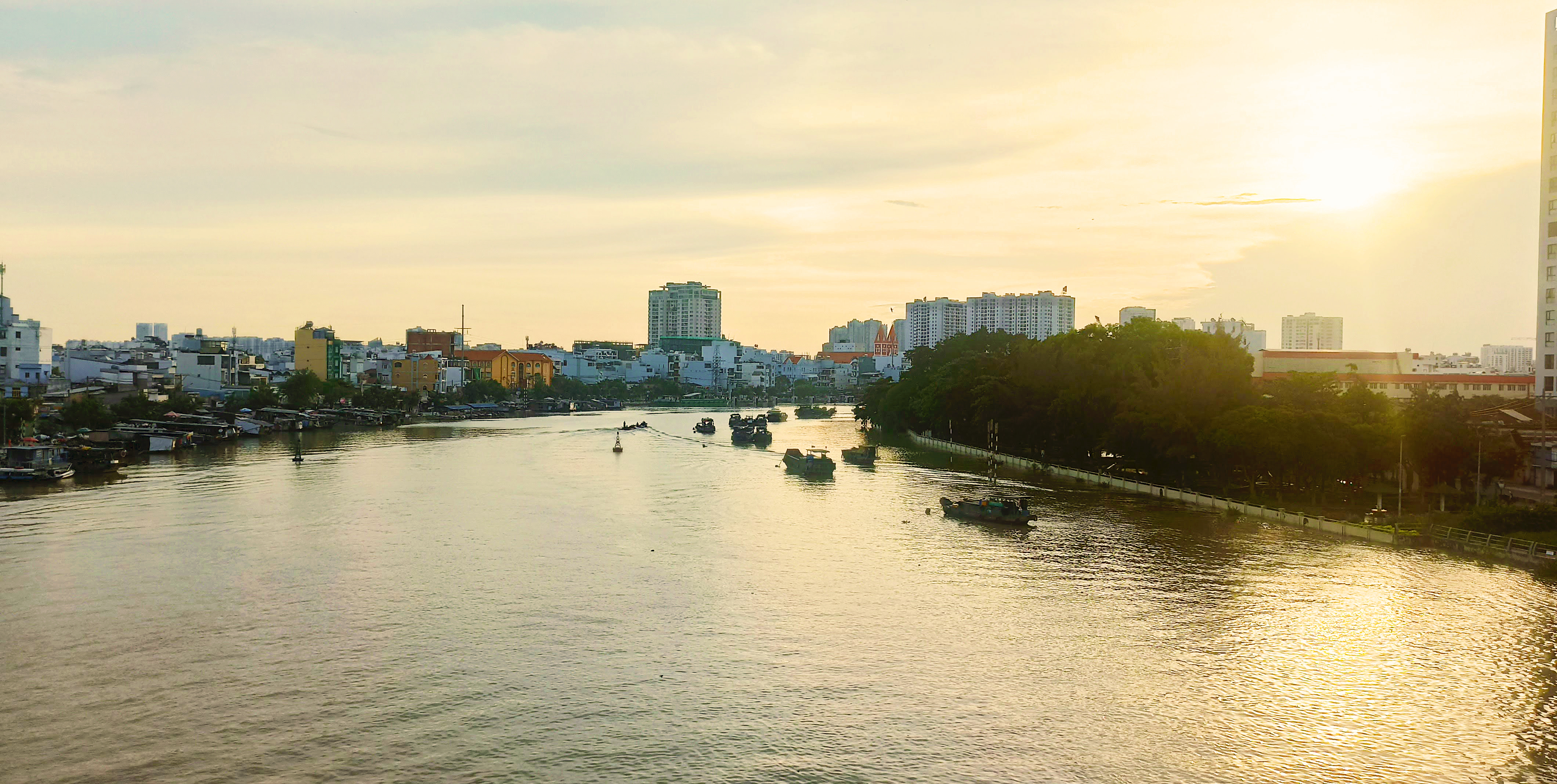
Kênh Tẻ nhìn từ cầu Tân Thuận 2